# La Sagouine
La Sagouine est une pièce de théâtre à un seul personnage écrite par Antonine Maillet en 1971.  Avec le roman Pélagie-la-Charette, il s'agit de l'œuvre la plus célèbre de Maillet.
Lors de la création, Viola Léger joue l'unique personnage éponyme de cette pièce. L'auteure s'est inspirée d'une femme ayant réellement vécu, une certaine Sarah Cormier. La Sagouine a ensuite été adaptée à la télévision de Radio-Canada en 1976 et à nouveau en 2006 par Connections Productions pour Radio-Canada par le réalisateur acadien Phil Comeau, cette fois dans les décors réels du parc du Pays de la Sagouine.

## Personnage et Argument
Fille de pêcheurs de morue, devenue fille à matelots, qui s'est ensuite mariée à un pêcheur d'éperlans, la Sagouine est une Acadienne qui raconte les histoires de son bout de pays dans la langue du pays. Devenue, à 72 ans, laveuse de plancher, elle soliloque. Au-delà de la représentation de la classe populaire de l'Acadie, c'est un personnage conscient des diverses exploitations qui ont émaillé son parcours et celui des siens qui se livre au public, avec truculence et poésie.

## Historique
Le personnage de la Sagouine apparait pour la première fois dans Les Crasseux, une pièce de théâtre qu'Antonine Maillet écrit au milieu des années 1960, mais qui ne sera jouée que bien des années plus tard.  
En 1971, Antonine Maillet lit le texte de La Sagouine pour la première fois sur les ondes radio de Radio-Canada Acadie. Cette même année, la pièce est publiée par la maison d'édition Leméac. Elle est ensuite présentée à Moncton  au café-théâtre Les Feux Chalins dans une mise-en-scène d'Eugène Gallant.  L'interprétation de la Sagouine est assurée par Viola Léger, professeur d'art dramatique et amie personnelle d'Antonine Maillet.  Le succès est au rendez-vous.  En mai 1972, la pièce est reprise à Saskatoon dans le cadre d'un Festival de théâtre.
En octobre 1972, la pièce est présentée une fois par semaine au Théâtre du Rideau Vert de Montréal. L'accueil du public est très favorable.  Dans le journal La Presse, le critique Martial Dassylva dit voir dans La Sagouine « un personnage de théâtre absolument extraordinaire » et décrit la performance de Viola Léger comme « remarquable à tous égards ». À la suite de ce succès, la pièce sera reprise et intégrée à la saison régulière du Rideau Vert.  En novembre 1972, la pièce est présentée pour la première fois à Paris au Centre Culturel Canadien.

## Postérité
Depuis sa publication, La Sagouine a été représenté en Acadie, au Québec et en Europe.  En 1974, Antonine Maillet propose une autre série de monologues mettant en scène le même personnage.  Ce sera La Sagouine II.  
Bien qu'Antonine Maillet a elle-même lu les textes de La Sagouine, l'interprète ayant le plus incarné le personnage est Viola Léger qui l'a joué continûment de 1971 à 2013, et à plus 3 000 reprises. Après 50 ans de prestations, Lorraine Côté devient la deuxième actrice à assumer ce rôle.
En 1992, le village de Bouctouche crée le parc du Pays de la Sagouine qui attire depuis les touristes de la région.

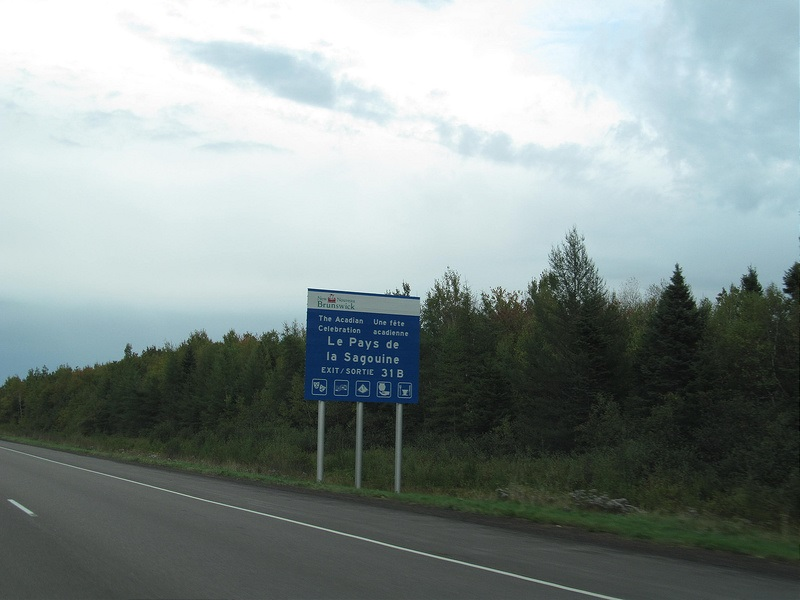
Le pays de la Sagouine à Bouctouche en Acadie.